# Abílio de Guerra Junqueiro

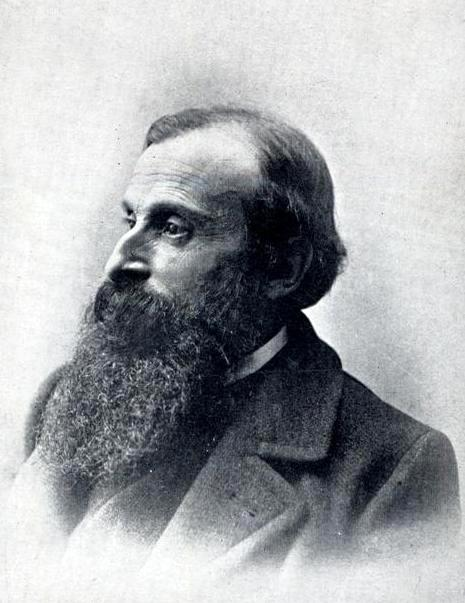
Abílio de Guerra Junqueiro (um 1900)

Abílio Manuel Guerra Junqueiro (* 15. September 1850 in Freixo de Espada à Cinta, Region Alto Trás-os-Montes; † 7. Juli 1923 in Lissabon) war ein portugiesischer Dichter, Satiriker, Diplomat und Politiker, der am Ende des 19. Jahrhunderts und am Beginn des 20. Jahrhunderts zu den bedeutendsten portugiesischen Lyrikern gehörte.

## Leben
Abílio Guerra Junqueiro wurde in einer kleinen Gemeinde in der Provinz Trás-os-Montes geboren. Nach einem abgebrochenen Theologiestudium studierte er in Coimbra Jura bis 1873 und schloss sich verschiedenen studentischen Verbindungen an. Außerdem wird er einer der führenden Köpfe der so genannten „Schule von Coimbra“, eines Zusammenschlusses von Literaten, die für eine Erneuerung der portugiesischen Kultur und des sozialen Lebens eintraten.
Auch politisch war er aktiv: in den 80er Jahren des 19. Jahrhunderts war er mehrfach für ein Jahr Abgeordneter der Cortes, des portugiesischen Parlaments. 1911 bis 1914 war er portugiesischer Gesandter in der Schweiz.
Vor allem als Dichter wurde er wahrgenommen: Sein Werk beinhaltet starke nationalistische Töne, aber auch volkstümliche Gedichte finden in seinem Werk Platz. Sein berühmtestes Gedicht „A pátria“ (Das Vaterland) entstand, um seine Enttäuschung über die britische Expansionspolitik in Afrika auf Kosten Portugals auszudrücken.
Der überzeugte Atheist trat kurz vor seinem Tod in die Katholische Kirche ein.
Abílio Guerra Junqueiro starb 1923 in Lissabon.

## Werke (Auswahl)
- A morte de Dom João (Der Tod des Don Juan), Epos, 1874.
- A velhice do Padre Eterno, (1885), Gedicht.
- Os simples, (1892), Gedicht.
- A pátria (Das Vaterland), 1896, Gedicht.
- Oração À Luz (Gebet an das Licht), Lyrik, 1904.